# Jenna Ushkowitz
Jenna Noelle Ushkowitz (nascida: Min Ji - em coreano; 민지 - 28 de abril de 1986) é uma atriz e cantora sul-coreana-americana conhecida por seus papéis em musicais da Broadway e no seriado de televisão Glee, fazendo o papel de Tina, uma garota tímida que usa a gagueira para conseguir passar despercebida em diferentes trabalhos escolares.
Esta conhece Lea Michele, Rachel Berry em Glee, desde pequena, visto que partilharam várias vezes o palco em diferentes espectáculos da tão conhecida Broadway. Venceu dois Prêmios Tony Awards em 2018 como Melhor Revival de um Musical pela Peça Era uma Vez Nesta Ilha e em 2020 como Melhor Peça The Inheritance.

## Biografia
Ushkowitz nasceu em Seul, Coreia do Sul, foi adotada quando tinha três meses de idade e foi criada em East Meadow, Nova York. Ushkowitz foi criada como católica, com a participação da Holy Trinity Diocesan High School, uma escola católica conhecida por seu departamento de teatro em Hicksville, Long Island. Ela se formou em 2004, tendo se apresentado em uma produção do ensino médio do musical da Broadway, Les Misérables, juntamente com o papel de Penny em Honk!, Inez em The Baker's Wife, Chapeuzinho Vermelho em Into the Woods e Romaine Patterson em The Laramie Project. Ushkowitz graduou-se em Teatro no Marymount Manhattan College em 2007, se apresentando novamente como Chapeuzinho Vermelho, em Into the Woods.
Jenna namorou por três anos o também ator Michael Trevino. O relacionamento chegou ao fim em 2014.

## Carreira
Ushkowitz esteve no show business desde os 3 anos de idade. Ela esteve em Sesame Street e outros programas de TV. Seu primeiro papel em um musical da Broadway foi em um revival de 1996 do The King and I.
Ushkowitz cantou o hino nacional americano em um jogo do New York Knicks no Madison Square Garden, quando ela tinha 13 anos. Antes de entrar para o elenco de Glee, ela era uma substituta para os papéis de Anna, Martha, Thea e Ilse no musical da Broadway, Spring Awakening.
Em 2009, ela ficou famosa interpretando Tina Cohen-Chang no programa de TV musical da Fox, Glee e continuou na série até o seu encerramento em 2015. Sua personagem fingia ser gaga durante os primeiros nove episódios e depois cantou dois solos, incluindo "Tonight" de West Side Story e "True Colors". "Because You Loved Me" e Flashdance...What a Feelling com Lea Michele. O papel incluiu um romance com o personagem de Kevin McHale, Artie, que usa uma cadeira de rodas, e depois começa um relacionamento com Mike Chang, interpretado por Harry Shum Jr.. Ushkowitz visitou o Reino Unido e a Austrália com seu colegas de elenco de Glee. Ela conhece a co-estrela da série, Lea Michele desde os oito anos de idade, elas também co-estrelaram na Broadway em Spring Awakening. Inicialmente foi dada pouca informação à Ushkowitz sobre o passado de Tina, e ela acreditava que a gagueira de sua personagem era real. Ela ficou contente quando a verdade foi revelada, no entanto, explicou: "Teria sido divertido manter [a gagueira] porque isso só a deixa mais equívoca, porém isso [expor a realidade sobre sua gagueira] abre ao todo um novo conjunto de portas para Tina.". Ushkowitz criou a sua própria história de fundo para Tina, e acredita que ela está se rebelando contra sua mãe, em vez de realmente ser uma gótica, a atriz explica: "Eu não acho que sua sala está cheia de cartazes e materiais escuros de heavy metal, eu acho que essa é uma fase pela qual ela está passando. Definitivamente há um monte de opções para todos os personagens evoluírem e mudarem no próximo ano. Estou torcendo para Tina se juntar aos Cheerios ou algo maluco parecido."

## Filmografia

### Televisão
Como Atriz
| Ano       | Titulo                        | Papel                | Notas                                |
| --------- | ----------------------------- | -------------------- | ------------------------------------ |
| 2000      | Little Bill                   | Jogadora de Basquete | Episodio: "The Promise/The Practice" |
| 2007      | The Suite Life of Zack & Cody | Violinista           | Episodio: "Orchestra"                |
| 2009–2015 | Glee                          | Tina Cohen-Chang     | Papel Principal 106 episodios        |

Ela Mesma
| Ano       | Titulo                | Papel     | Notas                                                |
| --------- | --------------------- | --------- | ---------------------------------------------------- |
| 2010      | When I Was 17         | Ela Mesma | 32 Episodios                                         |
| 2011      | The Glee Project      | Ela Mesma | Episodio: "Believability"                            |
| 2013      | This Is How I Made It | Ela Mesma | Episodios 10                                         |
| 2013      | MasterChef            | Ela Mesma | Episodio: "Top 14 Compete" MasterChef Estados Unidos |
| 2014–2015 | Celebrity Name Game   | Ela Mesma | 6 episodios                                          |

### Filmes
| Ano  | Titulo                     | Papel            | Notas |
| ---- | -------------------------- | ---------------- | ----- |
| 2001 | Educated                   | Wendy            |       |
| 2011 | Glee: The 3D Concert Movie | Tina Cohen-Chang |       |
| 2014 | Twinsters                  |                  |       |
| 2017 | Yellow Fever               | Asia Bradford    |       |
| 2017 | Hello Again                | Marie            |       |
| 2020 | 1 Night in San Diego       | Hannah           |       |
| 2020 | The Right Girl             |                  |       |